# 정철웅
정철웅은 대한민국의 시인이다.
```
광주광역시에서 태어나 전남대학교 영어영문학과를 졸업하고, 서영대학교 교수로 재직중이며, 시인으로 활동 중이다.
```

## 학력
- 광주 출생
- 전남대학교 영문과 졸업
- 조선대학교 대학원 영어영문학 박사

## 경력
- 1995년 2월부터 2001년 5월까지 천리안 컴퓨터문단 '詩마을 사랑아래'연재
- 1997년 '늘푸레문학'동인 창립회원
- 2004년 전남일보 신춘문예 시부문 당선
- 2006년 제8회 수주문학상 우수상 수상
- 2021년 현재 서영대학교(파주캠퍼스)교수 재직 중

## 시집
- 시집'홀로 혼자가 아닙니다'(홍인문화사,1994)
- 시집'내가 나부끼면 너도 흔들리니'(도서출판 한림,1998)
- 시집 '따스한 서랍'(도서출판 한림,2009)ISBN 9788992061063
- 시집 '떠나지 않는 봄' (2015, 영민출판)ISBN 9788963412290
- 시집 '속도의 내막' (2021, 영민출판)ISBN 9788963411293